# Girls Can’t Catch
Girls Can't Catch war eine dreiköpfige britische Girlgroup.

## Geschichte
Das Mädchentrio wurde 2009 vom Label Fascination Records zusammengestellt, das bereits mit The Saturdays eine erfolgreiche Band aufgestellt hatte. Von den drei Mitgliedern hatte Phoebe Brown bereits aktive Erfahrungen im Musikgeschäft. Sie hatte mit der Band Hope bereits an The X Factor teilgenommen, die den fünften Platz belegt hatten, war aber zu Girls Can't Catch gewechselt, als es bei der alten Band nicht mehr richtig lief.
Das Trio nahm ihr Debütalbum auf, das auch Lieder von Shaznay Lewis und Pixie Lott enthält. Ihre Debütsingle Keep Your Head Up, das auch durch ein ungewöhnliches Video auffiel, erschien im Sommer 2009, blieb aber mit Platz 26 in den UK-Charts hinter den Erwartungen zurück. Daraufhin wurden weitere Veröffentlichungen erst einmal verschoben. Im Juli 2010 wurde bekannt, dass die Band ihren Plattenvertrag verloren haben. Einen Tag später verkündeten Girls Can't Catch auf ihrer Website ihre Auflösung.

## Diskografie
Singles
- 2009: Keep Your Head Up (Fascination Records)
- 2010: Echo (Fascination Records)